# Lónguida
Lónguida (baskijski: Longida) – gmina w Hiszpanii, w Nawarze, o powierzchni 99,8 km². W 2011 roku gmina liczyła 324 mieszkańców.